# Jun Sadogawa
Mutsumi Kawato (川人 睦 Kawato Mutsumi?) (Tone, Ibaraki, 1979 - ib., 13 de agosto de 2013), conocido por el seudónimo Jun Sadogawa (佐渡川 準 Sadogawa Jun?), fue un mangaka japonés.

## Biografía
Se dio a conocer en el 2000 tras conseguir un accésit en el concurso de nuevos autores de la Weekly Shōnen Champion, editada por Akita Shoten. Dos años más tarde debutó en esa misma revista con Muteki Kanban Musume (2002-2006), una comedia protagonizada por una temperamental repartidora de ramen, que fue recopilada en diecisiete volúmenes y que incluso tuvo adaptación a anime en 2006. Hubo una secuela, Muteki Kanban Musume N (2006-2007), recogida en otros cinco volúmenes.
Posteriormente publicó otras series en Weekly Shōnen Champion como Punisher (2008-2010), ambientada en un universo fantástico y recopilada en siete volúmenes, y Hanza Sky (2010-2012), basada en un joven problemático que comienza a practicar karate. Su última obra fue la comedia escolar Amane Atatameru, que quedó inconclusa.

### Muerte
El 13 de agosto de 2013, Sadogawa se suicidó, ahorcándose en un parque de su ciudad natal, a los 34 años. La policía confirmó la identidad del fallecido al llevar encima su carnet de conducir. A modo de homenaje, Akita Shoten publicó los dos últimos capítulos de Amane Atatameru con el consentimiento de los familiares.

## Trabajos
- Muteki Kanban Musume (2002-2006), 17 volúmenes.
- Muteki Kanban Musume N (2006-2007), 5 volúmenes.
- Punisher (2008-2010), 7 volúmenes.
- Hanza Sky (2010-2012), 13 volúmenes.
- Amane Atatameru (2012-2013), 2 volúmenes.